# Mespuits
Mespuits – miejscowość i gmina we Francji, w regionie Île-de-France, w departamencie Essonne.
Według danych na rok 1990 gminę zamieszkiwało 138 osób, a gęstość zaludnienia wynosiła 14 osób/km² (wśród 1287 gmin regionu Île-de-France Mespuits plasuje się na 1036. miejscu pod względem liczby ludności, natomiast pod względem powierzchni na miejscu 388.).